# Bernardino Realino
Bernardino Realino (1 de dezembro de 1530 - 2 de julho de 1616) foi um padre católico romano italiano e um membro professo dos jesuítas. Toda a sua carreira foi dedicada às áreas de Nápoles e Lecce. Realino seguiu a carreira de advogado e serviu em várias funções municipais antes de se sentir chamado à vida jesuíta e ser ordenado ao sacerdócio em Nápoles. Muitas vezes é apelidado de "Apóstolo de Lecce" por seu compromisso com os pobres e por sua capacidade de pregar.
Realino recebeu a beatificação do Papa Leão XIII em 1896, enquanto o Papa Pio XII o canonizou em 22 de junho de 1947 como um santo da Igreja Católica Romana.

## Vida

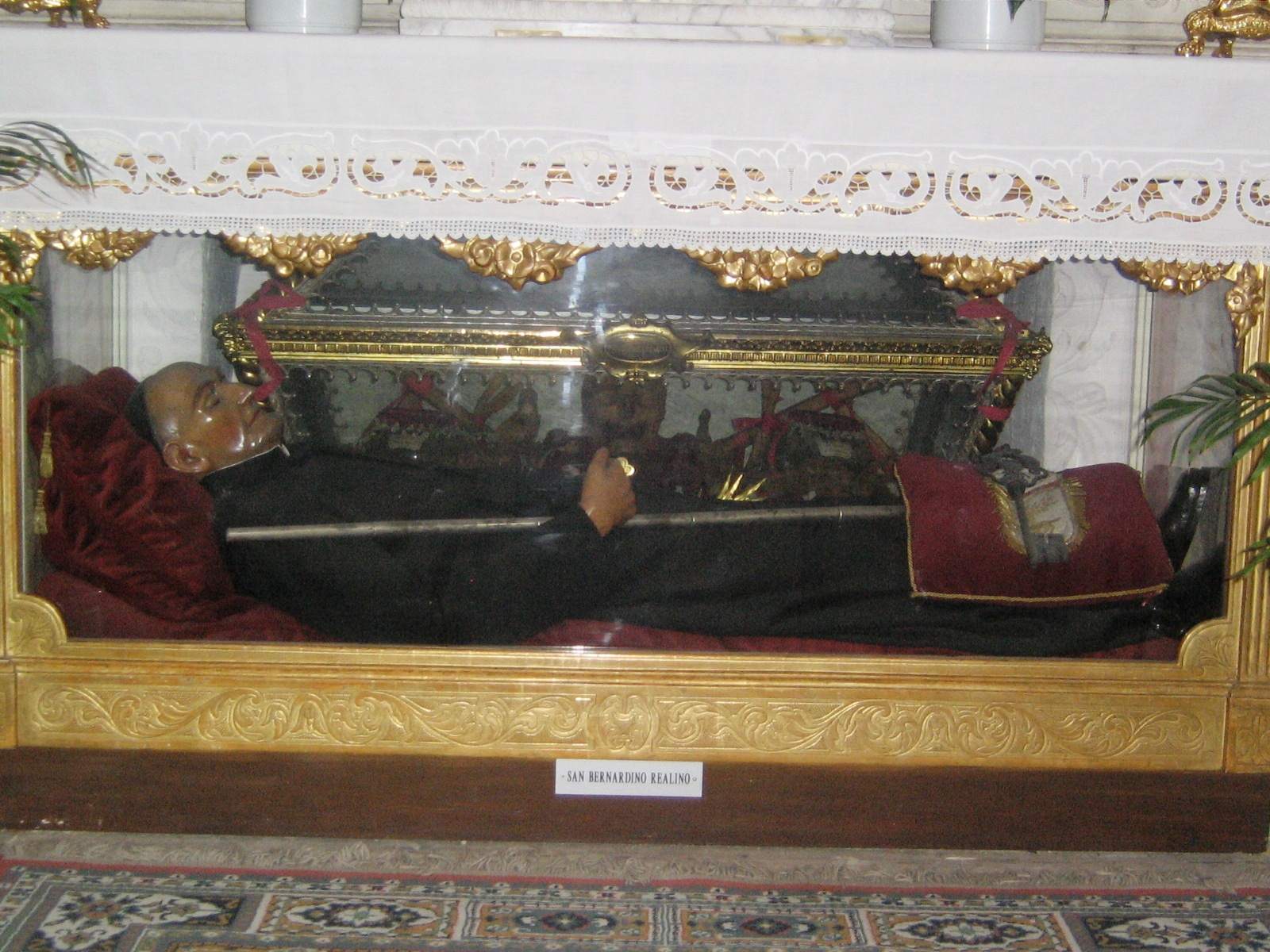
Tumba de São Bernardino Realino em Lecce

Bernardino Realino nasceu em Carpi em 1 de dezembro de 1530 filho de nobres. Seu pai foi colaborador do Cardeal Cristoforo Madruzzo.
Ele frequentou a escola pela primeira vez em Módena. Realino começou seus estudos de filosofia e medicina em Bolonha, mas alterou esse meio do curso para o direito; dizia-se que uma mulher por quem se apaixonou o convenceu a fazê-lo, supondo que Realino seria bom na advocacia. Também ofereceu maiores oportunidades de avanço e riqueza. Ele se formou com um doutorado em direito - civil e canônico - no Colégio de Bolonha em 1556. Por influência da família, em 1556 foi nomeado podestà das cidades de Cassine e Felizzano - atuou como juiz em Felizzano. Realino era visto como honesto e se tornou o pretor de Castelleone; ele também trabalhou como o principal cobrador de impostos em Alessandria. Realino tornou-se conhecido nesses lugares por seu brilhantismo jurídico e aprendizado. Ele entrou para o serviço de Francesco Ferdinando d'Avalos e mudou-se para Nápoles para atuar como superintendente dos feudos do Marquês.
Em Nápoles, o sermão de um pregador jesuíta comoveu-o tanto que procurou o sacerdote e o fez ouvir sua confissão; o padre notou sua inclinação para a vida religiosa e - com alguns outros padres jesuítas - convidou-o em agosto de 1564 para fazer um retiro espiritual de uma semana com eles, para discernir seu chamado. Entrou para os jesuítas em 13 de outubro de 1564 ( Alfonso Salmeron o acolheu na ordem) e iniciou o período do noviciado. Realino foi ordenado sacerdócio em 24 de maio de 1567; ele fez seus votos em outubro de 1566. Francis Borgia nomeou Realino como mestre de noviços em Nápoles. Mais tarde, ele foi enviado para fundar uma casa e um colégio jesuíta em Lecce em 1574. Em 1583, ele começou um movimento para padres diocesanos para promover suas virtudes e melhorar sua educação moral-teológica para torná-los melhores confessores e pregadores.  Realino passou a maior parte de sua vida indo de um lugar para outro pregando missões paroquiais. Ele ensinou catecismo e visitou escravos nas galés no porto de Nápoles.
Em 1610 ele sofreu uma queda e sofreu duas feridas que nunca cicatrizaram. Não muito antes de sua morte, o sangue foi retirado de uma perna ferida e colocado em frascos de vidro; sua saúde piorou drasticamente em junho de 1616. Após sua morte em meados de 1616, as relíquias de seu sangue que foram mantidas foram consideradas liquefeitas. Em seu leito de morte, os magistrados de Lecce pediram-lhe duas vezes que ele fosse o patrono da cidade quando ele entrasse no céu. Realino não conseguia falar, mas acenou com a cabeça em aprovação e morreu sussurrando: "Gesú. . . Maria ". O sangue foi liquefeito até meados de 1800, embora ocorrências posteriores também tenham sido relatadas.
Roberto Belarmino soube de sua morte e disse: “Nunca ouvi uma reclamação sobre o Padre Realino, embora tenha sido seu provincial; mesmo aqueles que eram mal-intencionados com a sociedade que aproveitavam todas as oportunidades para falar desfavoravelmente sobre ela sempre abriram exceção para Realino. ... Todo mundo sabe que ele é um santo ”.

## Santidade
Realino foi proclamado Venerável em 31 de julho de 1838, depois que o Papa Gregório XVI confirmou sua vida de virtudes heróicas. O Papa Leão XIII beatificou o padre jesuíta na Basílica de São Pedro em 12 de janeiro de 1896 (após a confirmação de dois milagres atribuídos a ele) e um decreto para a retomada da causa foi emitido em 1 de maio de 1902; um processo informativo para dois milagres adicionais foi realizado e recebeu validação da Congregação para os Ritos em 29 de fevereiro de 1940, enquanto um comitê preparatório os aprovou em 1 de abril de 1941. O Papa Pio XII posteriormente canonizou-o como santo (após a confirmação de mais dois milagres) em 22 de junho de 1947.
Pio XII nomeou-o o santo padroeiro de Lecce em 15 de dezembro de 1947.
Seus restos mortais são preservados em Lecce, na Chiesa del Gesù.